# Goldei-Fritillarie
Die Goldei-Fritillarie (Fritillaria aurea) oder Gold-Schachblume ist eine Pflanzenart aus der Gattung Fritillariainnerhalb der Familie der Liliengewächse (Liliaceae).

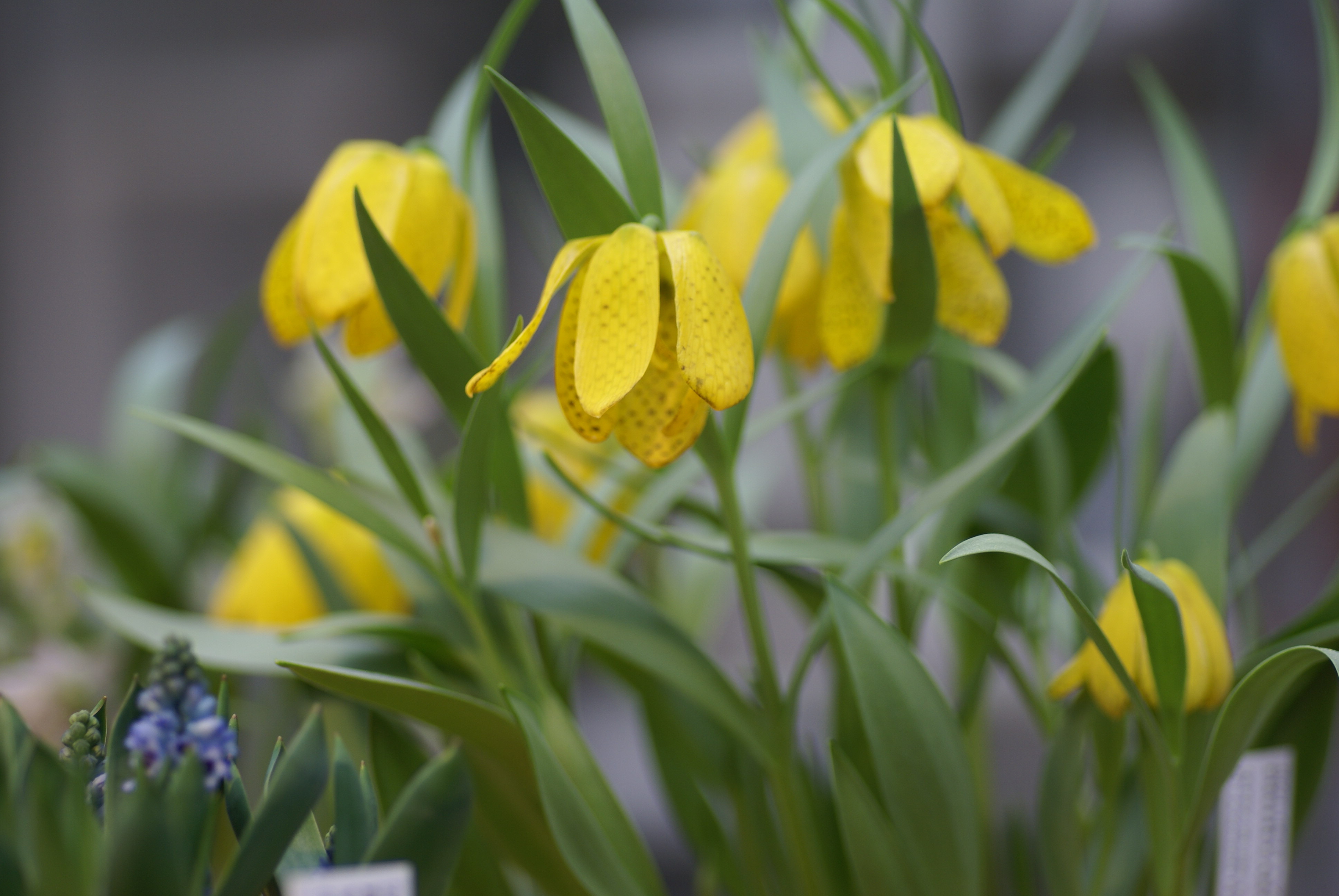
Fritillaria aurea

## Merkmale
Die Goldei-Fritillarie ist eine ausdauernde krautige Zwiebelpflanze, die Wuchshöhen von 10 bis 15 (selten bis 18) Zentimeter erreicht. Die Blätter sind blaugrün und eilanzettlich, die oberen sind lanzettlich. Die Perigonblätter sind goldgelb gefärbt und weisen ein schwach rotbraunes Schachbrettmuster auf. Die äußeren Perigonblätter messen 20 bis 48 × 5 bis 9 Millimeter, die inneren sind 9 bis 15 Millimeter breit.
Die Blütezeit reicht von April bis Mai.
Die Chromosomenzahl beträgt 2n = 24.

## Vorkommen
Die Goldei-Fritillarie kommt in der Zentral- und Süd-Türkei in Wacholderwäldern, auf Schneeflecken und auf nordexponierten Felsbändern in Höhenlagen von 1800 bis 3000 Metern vor. Sie wächst meist auf Kalk.

## Taxonomie
Die Goldei-Fritillaria wurde 1854 von Heinrich Wilhelm Schott in Oesterreichisches Botanisches Wochenblatt Band 4 Seite 137 als Fritillaria aurea anhand eines Beleges von Theodor Kotschy erstbeschrieben. Ein Synonym ist Fritillaria bornmuelleri Hausskn.

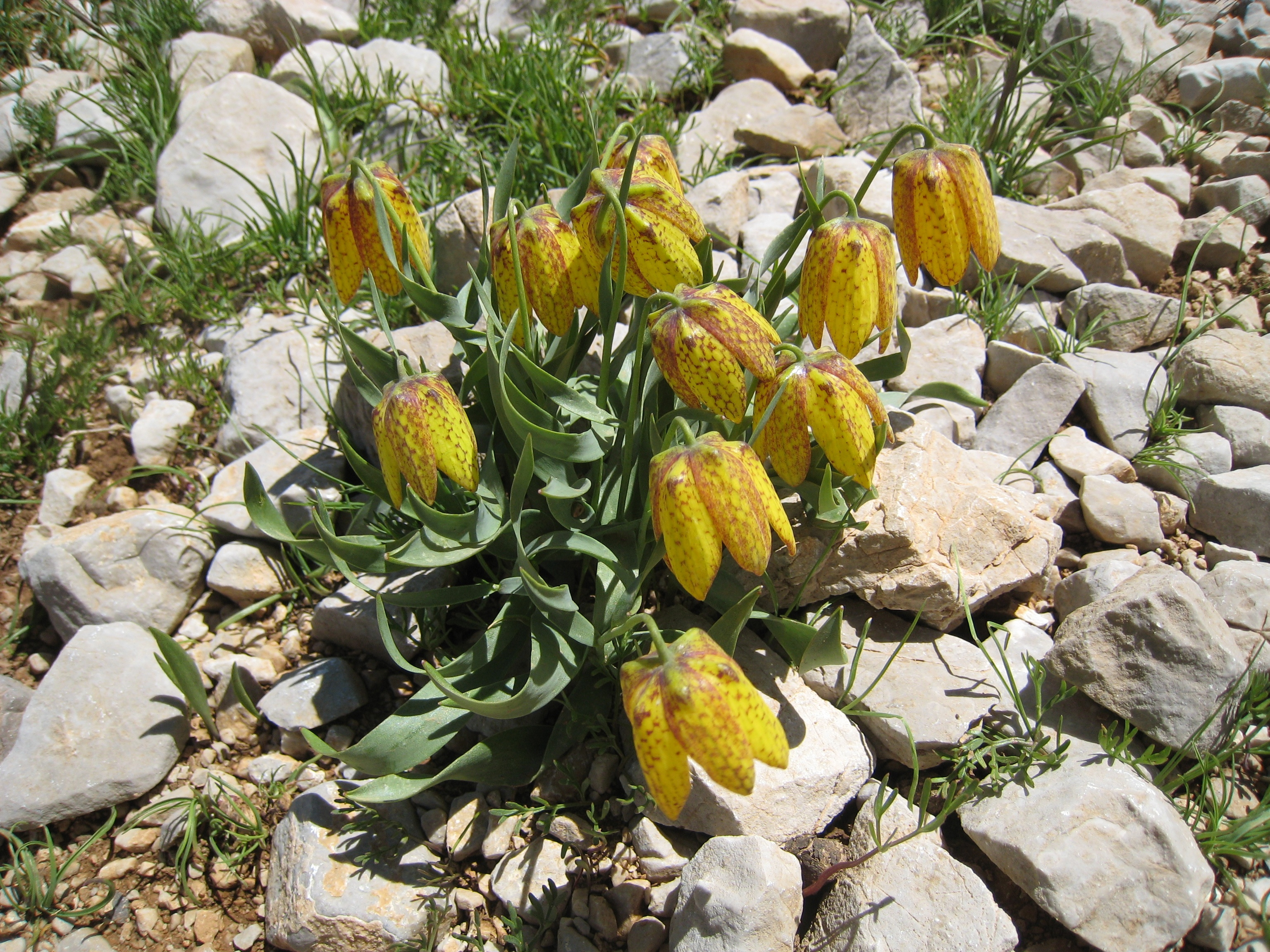
Fritillaria aurea im Taurusgebirge

## Nutzung
Die Goldei-Fritillarie wird selten als Zierpflanze in Steingärten genutzt.